# Кам'яниця на вулиці Столярській, 7 у Кракові
Кам'яниця на вулиці Столярській, 7 - історичний багатоквартирний будинок, розташований на вулиці Столярській у Старому місті Кракова.

## Історія
У середньовіччі на місці нинішньої кам'яниці було зведено три готичні будинки. У XVIII столітті вони були придбані родиною Бадені та перебудовані в єдиний міський палац у стилі ампір . На межі XVIII-XIX століть будівлю придбав Феліціан Людвік Морштин, який доручив її перебудувати за проектом Щепана Гумберта . Кам'яниця частково згоріла під час великої пожежі в Кракові 1850 року. Було знищено більшість колекцій Морштинської бібліотеки, в т.ч інкунабули XV ст., гравюри XVI ст., рукописи 16-19 ст. та парламентські щоденники XVIII ст. У 1945 році будівлю націоналізували. З початку 50-х рр. ХХ ст. до 70-х рр. тут розміщувався Будинок спорту. У 1976–1982 рр. кам’яницю було капітально відремонтовано. Під час ремонтних робіт у підвалі будівлі було виявлено три готичні портали, а також внутрішній дворик і портал XVII ст. З 1992 року тут розташоване Генеральне консульство Німеччини.
12 травня 1966 року кам'яницю занесено до реєстру пам'яток. Вона також включена до муніципального реєстру пам'яток.

## Виноски
1. ↑  Ulica Stolarska – Przewodnik Kraków. krakow-przewodnik.com.pl.
2. 1 2  Gminna ewidencja zabytków Krakowa
3. ↑  Rejestr zabytków nieruchomych miasta Krakowa